# Frédéric L. Bastet

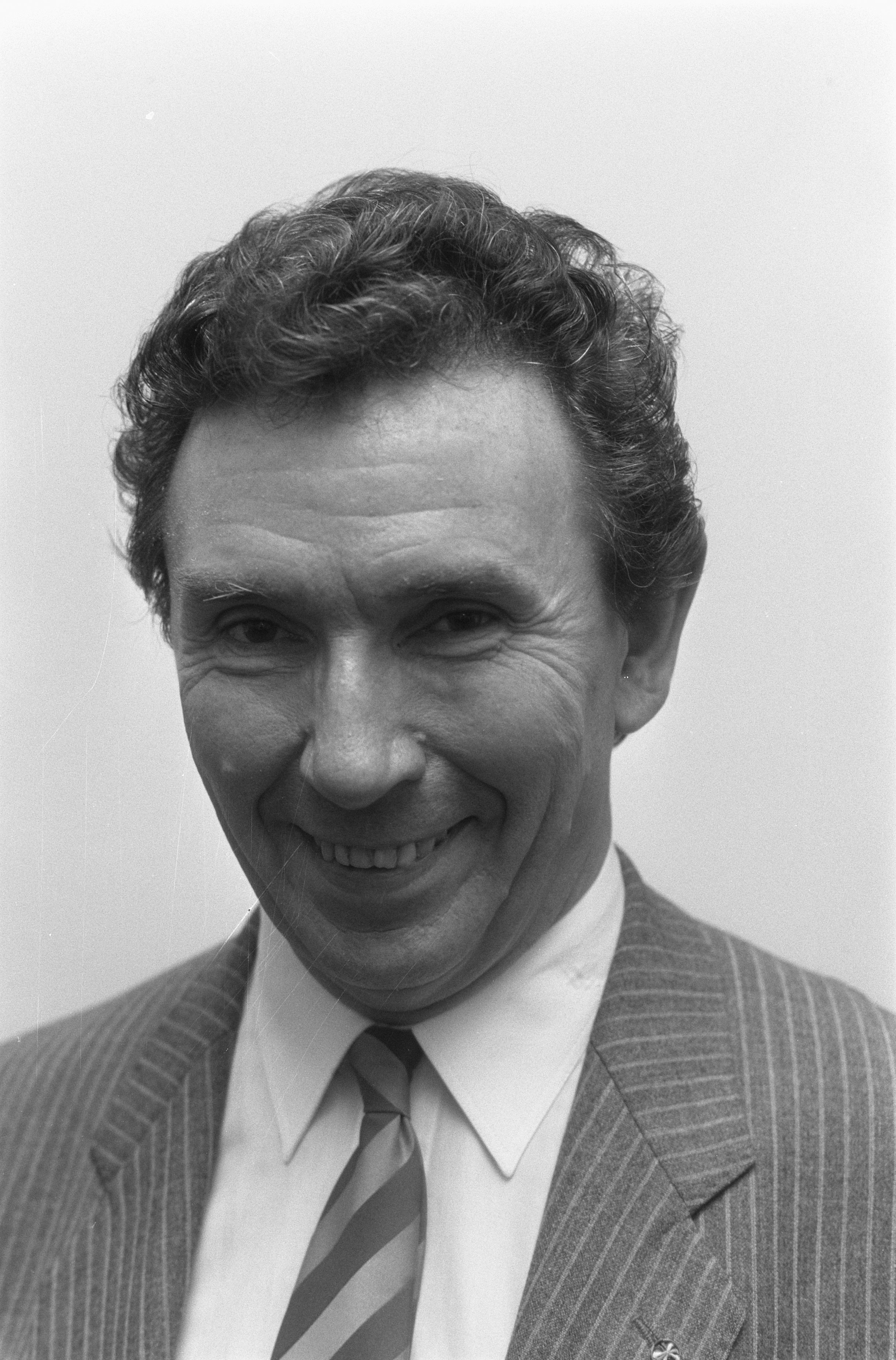
Frédéric Bastet (1987)

Frédéric Louis Bastet (* 20. September 1926 in Haarlem; † 29. Juni 2008 in Oegstgeest) war ein niederländischer Klassischer Archäologe und Schriftsteller.
Frédéric L. Bastet studierte an den Universitäten in Leiden und Rom Klassische Archäologie, Klassische Philologie und Alte Geschichte. Nach seiner Promotion 1958 in Leiden, arbeitete er dort am archäologischen Institut. Später wurde er dort Lektor und von 1966 bis 1976 Professor für Klassische Archäologie. Seit 1976 war er als Konservator der Klassischen Abteilung am Rijksmuseum van Oudheden tätig.
Bastet publizierte vor allem zur römischen Wandmalerei und zur Kunst in der hellenistisch-römischen Zeit. Außerdem war er als Schriftsteller tätig; er veröffentlichte unter anderem eine Biographie von Louis Couperus. 2005 wurde er mit dem P.C.-Hooft-Preis ausgezeichnet.

## Veröffentlichungen (Auswahl)
- mit Hendrik Brunsting: Corpus signorum classicorum Musei Antiquarii Lugduno-Batavi. Catalogus van het klassieke beeldhouwwerk in het Rijksmuseum van Oudheden te Leiden (= Collections of the National Museum of Antiquities at Leiden, Band 5). Terra Publishing Company, Zuthpen 1982.
- Hinter den Kulissen der Antike (= Schriften der Hermann-Bröckelschen-Stiftung, Band 7 = Kulturgeschichte der antiken Welt, Band 32). Zabern, Mainz 1985.
- mit Hendrik Brunsting: De drie collecties Rottiers te Leiden. Rijksmuseum van Oudheden, Leiden 1987.